# Anconia integra
Anconia integra är en insektsart som beskrevs av Scudder, S.H. 1876. Anconia integra ingår i släktet Anconia och familjen gräshoppor. Inga underarter finns listade i Catalogue of Life.